# Janž Tulščak
Janž Tulščak, slovenski protestantski pridigar in pisec, * (?), grad Gracarjev turn, † okoli leta 1594, (?).

## Življenjepis
Janž Tulščak je najprej kot katoliški mašnik deloval v Beli krajini. V Metliki je skupaj z G. Vlahovičem začel pridigati v protestantskem duhu ter istočasno sodloval v komisiji, ki je odobrila hrvaške prevode Trubarjevih knjig. Leta 1571 je postal pomožni, 1581 pa deželni pridigar v Ljubljani, kjer je med drugim  sodeloval v revizijski komisiji za Dalmatinov prevod Biblije.

## Delo
Tulščak je priredil prvi slovenski molitvenik Kersčanske leipe molitve, ki je bil natisnjen leta 1579 v ljubljanski tiskarni J. Mandelca. Molitvam, ki so prevedene iz latinščine in nemščine je dodan tudi dolg polemičen slovenski predgovor o pravi molitvi.